# Galaxy 5000
Galaxy 5000 — видеоигра в жанре гонок на выживание, разработанная и изданная в феврале 1991 года компанией Activision для 8-битной игровой системы NES. Несмотря на весьма положительную критику, игра не переиздавалась для других систем и продолжений не получила.

## Сюжет
Сюжет предельно прост. Игроку предстоит участие в экстремальных гонках на выживание по кольцевым трассам на боевых, парящих над землёй звездолётах. Для победы необходимо преодолеть 36 трасс, расположенных на всех 9 планетах солнечной системы, начиная Меркурием и заканчивая Плутоном.

## Геймплей
Galaxy 5000 представляет собой гонки на выживание с изометрической графикой с видом от третьего лица с высоты «птичьего полёта», наподобие игр Micro Machines и Rock N' Roll Racing. Основную игру можно проходить только в одиночку, для двоих игроков существует четыре специальные трассы. В гонках, кроме игрока, участвуют три корабля противников. По мере прохождения игры, зарабатывая деньги за победу в гонках, появляется возможность покупать новые звездолёты (всего их в игре 5), более быстрые и вооружённые более разрушительным оружием. 

Кадр из игры

Нажимая определённые кнопки геймпэда, игрок может заставлять свой болид стрелять или совершать высокие длинные прыжки. С каждым новым заездом трассы становятся всё более сложными, появляются мины, выезжающие из-под земли шипы, пулемётные турели и т. п.
Довольно редким для 8-биток элементом геймплея является наличие системы получаемого каждым транспортным средством ущерба. По окончании каждой трассы на экране появляется звездолёт игрока с датчиком полученного ущерба. Ремонт производится за заработанные деньги, и становится видно, как гоночный корабль постепенно становится снова целым, исчезают полученные вмятины, появляются потерянные в перестрелках части. По трассам разбросаны также бонусные предметы. Часть из них видна сразу, часть надо «выбить» из различных препятствий. Бонусы бывают трёх типов: дополнительные деньги, частичный ремонт болида и специальное оружие.
Отличительной особенностью игры является также присутствие примитивных голосовых эффектов, набор коротких фраз, выкрикиваемых водителем при столкновении с другими кораблями: Hey!, Excuse me!, Watch it!.

## Критика
В целом Galaxy 5000 получила достаточно высокие оценки. Некоторые критики занижали оценку из-за не особо удачного режима для двоих игроков: кроме того, что пройти игру полностью вдвоём невозможно, многим не понравилось отсутствие разделения экрана, из-за чего корабль-лидер постоянно подтягивает за собой отстающего игрока.

### Рецензии
- Посвящённый видеоиграм британский журнал Computer and Video Games (CVG) поставил игре в октябре 1991 года 86 баллов из 100. По оценке журнала, игра взяла всё лучшее от таких шедевров, как F-Zero и Super Sprint, став одной из лучших в своём жанре на NES[4].
- Nintendo Power — американский ежемесячный журнал, посвящённый компьютерным играм, оценил Galaxy 5000 в сентябре 1991 года в 76 из 100, назвав игру весьма забавной, отметив, однако, плохо проработанный режим игры для двоих[4].
- Другой британский игровой журнал Mean Machines поставил игре среднюю оценку 91 %. В рецензии февральского выпуска журнала 1991 года Galaxy 5000 также сравнивается с F-Zero на SNES. Особенно высоко журнал оценил графику и геймплей игры[3].

## Создатели
Galaxy 5000 стала одной из последних игр, выпущенной компанией Activision на NES. Дизайнером игры является Крис Шен (англ. Chris Shen), позднее Activision пригласила его для работы над своей последней игрой для NES — Ultimate Air Combat. Музыкальное сопровождение к игре написал Рассел Либлих (англ. Russell Lieblich), работавший ранее над играми The Last Ninja, Master of the Lamps (одна из первых в мире музыкальных игр) и The Transformers.